# Uruguay (fluviu)
Uruguay este un fluviu cu lungimea de 1790 km situat în Brazilia, Argentina, Uruguay, (America de Sud). El are izvorul în Serra Geral (Brazilia) la altitudinea de 1800 m deasupra n.m., având suprafața bazinului de colectare 297.199 km², afluentul principal al lui fiind Rio Negro, Uruguay. Este navigabil până la Paysandú împreună cu Rio Parana formează fluviul Río de la Plata.